# 언더우드긴혀박쥐
언더우드긴혀박쥐(Hylonycteris underwoodi)는 주걱박쥐과 긴혀박쥐아과에 속하는 박쥐의 하나이다. 언더우드긴혀박쥐속(Hylonycteris)의 유일종이다. 벨리즈와 과테말라, 멕시코, 니카라과 그리고 파나마에서 발견된다.